# Myochrous
Myochrous là một chi bọ cánh cứng trong họ Chrysomelidae.
Chi này được miêu tả khoa học năm 1847 bởi Erichson.

## Các loài
Chi này gồm các loài:
- Myochrous adisi Medvedev, 2004